# The Fabulous Johnny Cash
The Fabulous Johnny Cash ist das dritte Studioalbum des US-amerikanischen Country-Sängers Johnny Cash. Es erschien am 3. November 1958 bei Columbia Records, wurde von Don Law produziert und verkaufte sich bei der Erstveröffentlichung rund 400.000 Mal.
Cashs erste Arbeit für Columbia enthielt mit Don’t Take Your Guns to Town einen Nummer-eins-Hit der Billboard Country Charts, der mit der B-Seite I Still Miss Someone zu einem Standard in seinem Konzertrepertoire wurde.

## Inhalt
Cash besingt auf dem Album ähnliche Themen wie bei seinen früheren Aufnahmen für Sun Records. Es gibt Geschichten über die Liebe, die entweder gut verläuft (Run Softly, Blue River oder Shepherd of My Heart) oder schlecht (That’s All Over und I Still Miss Someone). Ein weiterer Song (I’d Rather Die Young) lässt das Schicksal der Liebenden offen.
Semi-biografisch sind gleich zwei Titel des Albums. Frankie’s Man, Johnny handelt von einer Frau, die mit einem Musiker verheiratet ist. Diese befürchtet, ihr Mann könnte den vielen weiblichen Fans auf den Touren erlegen und untreu werden. Cashs erste Frau Vivian Liberto hatte einst auch diese Befürchtungen, und um sie zu beruhigen, schrieb Cash den Song I Walk the Line. Die Wurzeln von Frankie’s Man, Johnny gehen auf die traditionelle Ballade Frankie and Johnny zurück, die jedoch eine andere Art von Liebesbeziehung behandelt. Das Stück Pickin’ Time handelt von Baumwolle und dem harten Leben als Farmer, und mit That’s Enough ist auch ein Gospel-Song enthalten.
Cash wendet sich thematisch auch erstmals dem Wilden Westen zu. Don’t Take Your Guns to Town handelt von einem jungen Cowboy namens Billy Joe, der eines Morgens in die Stadt ausreiten will. Seine Mutter bittet ihn innig darum, seine Waffen daheim zu lassen, doch er hört nicht auf sie und reitet bewaffnet in die Stadt. Er wird bei einer Schießerei in einer Bar getötet. Der Song wurde als Single veröffentlicht und hielt sich sechs Wochen lang an der Spitze der Country-Charts.

## Titelliste
1. Run Softly, Blue River (Cash) – 2:22
2. Frankie’s Man, Johnny (Cash) – 2:15
3. That’s All Over (Jim Glaser) – 1:52
4. The Troubadour (Cindy Walker) – 2:15
5. One More Ride (Bob Nolan) – 1:59
6. That’s Enough (Dorothy Love Coates) – 2:41
7. I Still Miss Someone (Cash, Roy Cash, jr) – 2:34
8. Don’t Take Your Guns to Town (Cash) – 3:03
9. I’d Rather Die Young (Harry Smith, Billy Vaughn, Randy Wood) – 2:29
10. Pickin’ Time (Cash) – 1:58
11. Shepherd of My Heart (Jenny Lou Carson) – 2:10
12. Suppertime (Ira Stanphill) – 2:50

Bonustracks der CD-Ausgabe
2002 veröffentlichte Columbia/Legacy eine erweiterte CD-Ausgabe mit sechs weiteren Songs, zum größten Teil Stücke, die bis dahin ausschließlich als Single erschienen waren.
1. Oh, What A Dream (Cash) – 2:08
2. Mama’s Baby (Cash) – 2:22
3. Fool’s Hall of Fame (Jerry Freeman, Danny Wolfe) – 2:10
4. I’ll Remember You (Cash) – 2:07
5. Cold Shoulder (Helene Hudgins) – 1:55
6. Walking The Blues (Cash, Robert Lunn) – 2:12

## Charterfolge
| Jahr | Titel                        | Singlecharts | Position |
| ---- | ---------------------------- | ------------ | -------- |
| 1959 | Don’t Take Your Guns to Town | Country      | 1        |
| 1959 | Don’t Take Your Guns to Town | Pop          | 32       |
| 1959 | Frankie’s Man, Johnny        | Country      | 9        |
| 1959 | Frankie’s Man, Johnny        | Pop          | 57       |